# ChromiumOS
ChromiumOS je svobodný a otevřený operační systém na bázi Linuxu. Hlavním uživatelským rozhraním operačního systému je vyhledávač Chromium, ve kterém uživatel provádí veškeré své činnosti.
Operační systém ChromiumOS byl vydán pod BSD licencí 19. listopadu 2009 společností Google. Zdrojový kód systému ChromiumOS je volně dostupný a stáhnout si ho může kdokoli. Primárně je určen pro programátory, kteří si na jeho základě mohou postavit operační systém podle vlastních představ.
Z projektu ChromiumOS později vzešel proprietární operační systém ChromeOS. Ten je na rozdíl od systému ChromiumOS určen pro běžného zákazníka a jeho zdrojový kód není volně dostupný. Systém ChromeOS je k dostání například na noteboocích Chromebook, kde je již předinstalovaný.

## Cílová skupina
Projekt ChromiumOS cílí hlavně na programátory, kteří si chtějí vytvořit vlastní operační systém. Stažením souboru ChromiumOS získají základní konstrukci operačního systému, na kterou mohou následně přidávat další segmenty. Všechny aplikace výsledného operačního systému běží v prohlížeči, čímž dochází ke zrychlení, zjednodušení a zbezpečnění užívání počítače pro ty, kteří tráví většinu času na internetu. Výsledný systém ChromiumOS je určen především pro lehčí zařízení (např. notebooky) nebo pro zařízení sdílené například v rámci domácností.
Pro koncového uživatele bez znalostí programování mohou být alternativou již plně funkční operační systémy ChromiumOS, nabízené na internetu jednotlivými programátory, kteří je zhotovili. Tyto operační systémy ale nejsou ověřovány společností Google, tudíž je potřeba se před instalací ujistit o jejich bezpečnosti.

## Systémové požadavky
Hlavní požadavkem pro programování operačního systému ChromiumOS je mít linuxovou pracovní stanici a testovací zařízení se samotným systémem ChromiumOS. Pro spojení pracovní stanice se zařízením se doporučuje použít Ethernet. Pracovní stanice by měla mít vícejádrový procesor x86-64, RAM o velikosti 32 GB a 200 GB volného místa na disku typu NVMe SSD. Pro vývoj systému ChromiumOS je potřebná také znalost programovacího jazyka C++, protože většina kódu je v něm napsaná.

## Architektura
ChromiumOS se skládá ze tří hlavních komponentů:
1. Vyhledávač (na základě Chromium) a správce oken (X window manager),
2. Systémový software a servis user-land,
3. Firmware.[1]

## Srovnání ChromiumOS a ChromeOS[7]
| ChromiumOS                                   | ChromeOS |
| -------------------------------------------- | --- |
| Open source – zdrojový kód volně dostupný    | Closed source – zdrojový kód není volně dostupný                                                                     |
| Určen pro programátory                       | Určen pro koncového uživatele                                                                                        |
| Lze stáhnout do zařízení                     | Originál nelze stáhnout (musí se zakoupit zařízení s předinstalovaným ChromeOS) – lze stáhnou variantu ChromeOS Flex |
| Koncipován pro různá zařízení                | Navržen speciálně pro zařízení Chromebook                                                                            |
| Údržbu musí provádět sám uživatel            | Pravidelně aktualizován společností Google                                                                           |
| Pro funkčnost je nutné připojení k internetu | Pro funkčnost není zapotřebí připojení k internetu                                                                   |